# Variétés (film, 1925)
Pour les articles homonymes, voir variété et Variétés (film).
Pour plus de détails, voir Fiche technique et Distribution.
Variétés (Varieté) est un film allemand réalisé par Ewald André Dupont, sorti en 1925.

## Synopsis
Le prisonnier n° 28 Boß, reconnu coupable de meurtre, est convoqué chez le directeur de la prison parce que son épouse a déposé une demande de grâce en sa faveur après dix ans de prison. Alors il raconte sa vie au directeur. 
C'était  un trapéziste devenu propriétaire d'un casino miteux du quartier de plaisir dit Sankt Pauli à Hambourg. Il accueille chez lui Berta-Marie, qu’il emploie comme danseuse. Il en tombe amoureux, et délaisse sa femme et leur bébé, pour aller à Berlin au Wintergarten (Varieté) (de) où ils s’associent avec le trapéziste Artinelli, dont le frère a été blessé. Artinelli, séduit Berta-Marie. Boss furieux de jalousie poignarde Artinelli et se livre à la police.
La demande de grâce est accordée et Boss est libéré.

## Fiche technique
- Titre : Variétés
- Titre original : Varieté
- Réalisation : Ewald André Dupont
- Scénario : Ewald André Dupont et Leo Birinski d'après le roman Der Eid des Stefan Huller de Felix Hollaender
- Photographie : Karl Freund
- Décors : Oscar Friedrich Werndorff
- Producteur : Erich Pommer
- Pays de production :  République de Weimar
- Format : noir et blanc
- Genre : drame
- Durée : 2844 m, soit environ 105 minutes
- Date de sortie : 1925

## Distribution
- Emil Jannings : Huller
- Maly Delschaft : Sa femme
- Lya De Putti : Bertha
- Georg John : Marin
- Kurt Gerron : un ouvrier au port
- Paul Rehkopf : un spectateur à la fête
- Trude Hesterberg
- Werner Krauss
- Warwick Ward : Artinelli
- Charles Lincoln : un acteur
- Georg Baselt
- Alice Hechy (en)

## Autour du film
- Un remake a été réalisé en 1935 par Nicolas Farkas, avec Jean Gabin, Annabella et Fernand Gravey : Variétés.